# Harel Levy
Harel Levy (in ebraico הראל לוי‎?; Kibbutz Nahshonin, 5 agosto 1978) è un allenatore di tennis ed ex tennista israeliano.

## Biografia
Il suo risultato migliore in singolare è stato arrivare fra i primi 30 al mondo nel 2001; è uno dei migliori praticanti di tale sport in Israele.